# أفيلاي
أفيلاي (Aveley) هي بلدة صغيرة في وحدة ثوروك في إسيكس، إنجلترا، وتشكل واحدة من أبرشيات كنيسة إنجلترا التقليدية. وهي إحدى ضواحي لندن تقع على بعد 16.3 ميل (26.2)   كم) شرق تشارنيغ كروس في لندن وضمن الحدود الشرقية للطريق السريع M25.

## المكان
يحد أفيلاي من الشمال والغرب تقريبًا بلدة هافرينج في لندن، ومن الجنوب طريق A13 وإلى الشرق عبر الطريق السريع M25. أقرب الأماكن هي Purfleet ، South Ockendon ، Wennington وWest Thurrock.

## التاريخ
أخذت أفيلاي اسمها نسبة إلى حقبة Aveley Interglacial منذ حوالي 200000 عام. تم العثور على أدلة مهمة على النباتات والحيوانات المحلية في تلك الفترة وبعض علامات وجود البشر البدائيون هناك.
في كتاب ونشيستر يوجد أكثر من هجاء مختلف لاسمها - Alvithelea، Alvileia وAlvilea. الاسم يعني تطهير الخشب في ألفيث. وهناك اسم يعود إلى 1418 هو Alvythele.
بعد الحرب العالمية الثانية نما عدد السكان بسرعة حيث احتوت المنطقة الزيادة في سكان لندن.

### مشاهير المدينة
- مارتينا كول، كاتبة الجريمة، نشأت في أفيلي
- أليس ديهل (ني مانغولد) ، روائية وعازفة البيانو ولدت في أفيلي.[6]
- جون نيوتن ، مؤلف كتاب " النعمة المذهلة"، عاش في أفيلي، التي كانت موطن زوجة والده الثانية.[7]

## مباني تاريخية

### كنيسة سانت مايكل
كنيسة أبرشية سانت مايكل هي مبنى تاريخي محمي من الدرجة الأولى يعود تاريخه إلى القرن الثاني عشر. تحتوي على تمثال تذكاري يعود إلى القرن الرابع عشر إلى Radulphus de Knevynton. تم إعلان الكنيسة غير آمنة في القرن التاسع عشر، مع توصية بهدمها. ومع ذلك قام المواطنون بجمع 1000 جنيه استرليني لإنقاذها.

### المباني الأخرى الأثرية

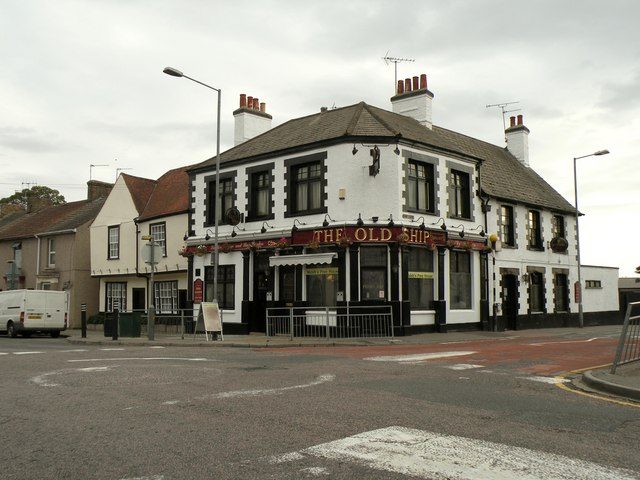
السفينة القديمة The Old Ship

الدرجة 2 * 
- مزرعة بريت
- منزل السير هنري غورنيت

الدرجة 2 
- 79 ، شارع High
- منزل Crown and Anchor العام
- بارك كورنر هاوس
- 54 و56 شارع High
- مزرعة، بارك لين
- قاعة أفيلاي

## التركيبة السكانية
وفقًا لمجلس ثوروك فقد بلغ عدد سكان أفيلاي وأبلاندس 8381 شخصًا في عام 2001.

## الرياضة
أفيلاي هو موطن لاثنين من أندية كرة القدم خارج الدوري. Aveley ، الذي يلعب في Parkside ، وThurrock ، الذي يلعب في Ship Lane.
يقع ملعب بيلهوس للغولف في أفيلاي بالقرب من موقع قصر بيلهوس السابق. تشكل معظم الأراضي المتبقية من بيلهوس منتزه بيلهوس وودز الريفي.

## المواصلات
أقرب محطات السكك الحديدية هي:
- محطة السكك الحديدية شافورد
- محطة سكة حديد أوكيندون
- محطة سكة حديد بورفليت

## روابط خارجية
- تاريخ افيلاي في 1863 دليل البيض
- الصور التاريخية لأفيلي
- Aveley